# Брюнсвийк, Дамиан
Дамиан Брюнсвийк (нидерл. Damian Brunswijk; 27 января 2000) — суринамский футболист, нападающий клуба «Интер Мунготапу». Сын вице-президента Суринама Ронни Брюнсвийка.

## Биография
Сын Ронни Брюнсвийка. Его отец — бывший лидер суринамской освободительной армии. После окончания партизанской войны возглавил «партию всеобщего освобождения и развития» и с 2005 года был членом национальной ассамблеи. С 2020 года занимает должность вице-президента Суринама. Помимо политической деятельности, его отец также является владельцем и игроком футбольного клуба «Интер Мунготапу».
В этом клубе и начал свою карьеру Дамиан. Сезон 2018/19 он провёл на Ямайке, в клубе «Портмор Юнайтед». Вновь присоединился к «Интеру» в 2021 году. В составе клуба стал финалистом Карибского клубного чемпионата в 2021 году и финалистом Карибского клубного кубка 2022 года. Также сыграл в матче 1/8 финала Лиги КОНКАКАФ 2021 с гондурасской «Олимпией» (0:6), в этом же матче сыграл и 60-летний отец Дамиана.
Также Дамиан выступал за юношескую и молодёжную сборные Суринама. В 2017 году он сыграл два матча на групповой стадии юношеского чемпионата КОНКАКАФ (до 17 лет), а в 2018 году один матч на молодёжном чемпионате КОНКАКАФ.